# Эдвардс, Люк
Лукас Дэниэл «Люк» Эдвардс, (род. 24 марта 1980 года) — американский актёр, известный своими ролями в сериалах «ФАКультет» и «Избалованные», фильмах «Американский пирог 2» и «Джиперс Криперс 2».

## Фильмография
- ABC Специально после школы (сериал) (1988)
- Джамп стрит, 21 (сериал) (1989)
- Я знаю, что мое имя Стивен (фильм) (1989)
- Розанна (сериал) (1989)
- Волшебник (1989)
- Паркер Льюис не теряется (сериал) (1990)
- Виновен по подозрению (фильм) (1991)
- Продавцы новостей (фильм) (1992)
- Живая мишень (сериал) (1992)
- Мамины дети (фильм) (1994)
- Принцесса-ткачиха (фильм) (1994)
- Маленькая большая лига (фильм) (1994)
- Странный мир (сериал) (1999)
- Факультет (сериал) (1999)
- Американский пирог 2 (2001)
- Ночные видения (сериал) (2002)
- Джиперс Криперс 2 (2003)
- Без следа (сериал) (2007)
- Рядом с домом (сериал) (2007)
- Избалованные (сериал) (2008)
- Три реки (сериал) (2010)
- Специальная операция (фильм) (2010)
- Джиперс Криперс 3 (2017)